# Michael Eseler

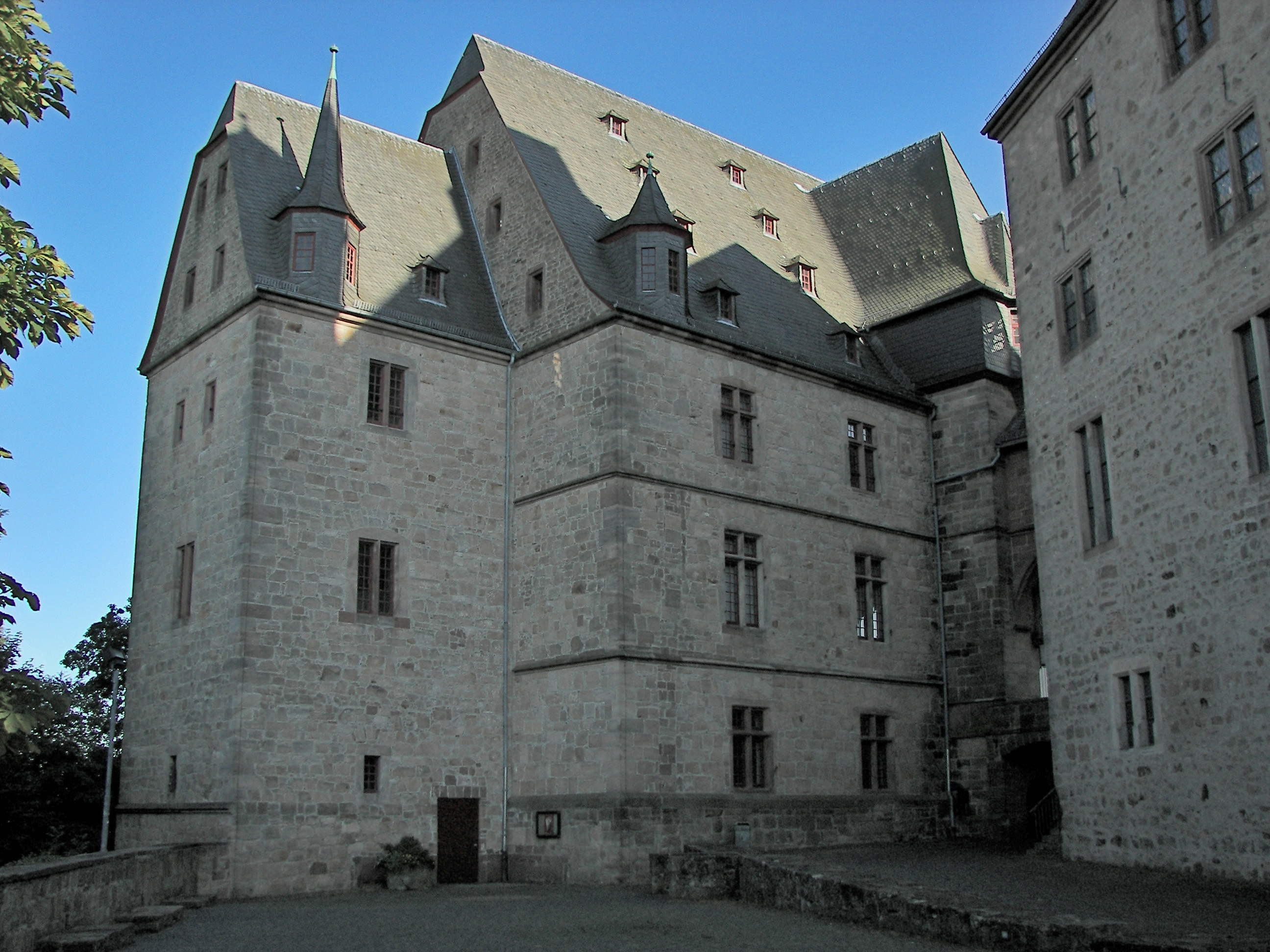
Wilhelmsbau im Marburger Schloss (1493–1497)

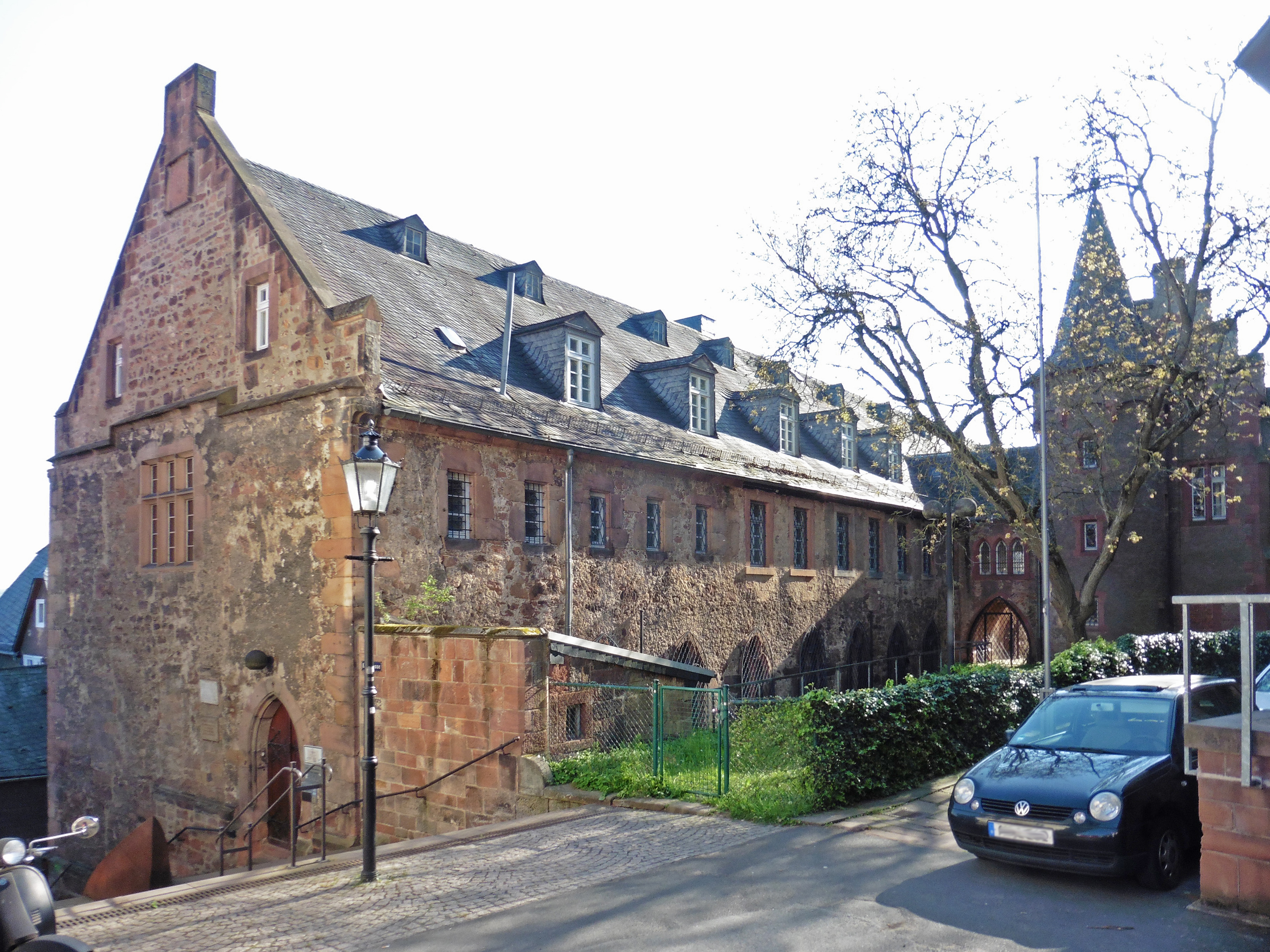
Kugelhaus in Marburg (1491)

Michael Eseler (* um 1440/1445; † nach 1496) war ein deutscher Steinmetz und Werkmeister. Er war der älteste Sohn von Nikolaus Eseler dem Älteren aus dessen erster Ehe. Eseler war hauptsächlich als Werkmeister tätig. Im Verlauf seiner Karriere war er an mehreren bedeutenden Bauprojekten in verschiedenen Städten beteiligt, darunter Frankfurt am Main, Wetzlar und Marburg.

## Familie
Wann Michael Eseler genau geboren wurde, ist unbekannt. Er stammte aus der ersten Ehe seines Vaters mit Anna (Glauberger?) und könnte in Nördlingen oder Dinkelsbühl geboren worden sein, während der dortigen Verpflichtungen seines Vaters. Michael hatte sechs leibliche Geschwister, darunter den jüngeren Bruder Nikolaus, der ebenfalls ein bedeutender Werkmeister wurde. Weiterhin Hans (gen. von Amorbach), Richard und eine Schwester. Zudem gab es eine Stiefschwester Katharina, die den Werkmeister Jörg Östreicher heiratete. Der Vater zog 1461 zurück nach Mainz, wo er von den Erzbischöfen Diether von Isenburg und Adolf von Nassau mit Arbeiten betraut wurde und 1463 das Amt des Dombaumeisters am Mainzer Dom (und Stadtwerkmeisters) annahm.

## Werdegang
Michael wird am 10. Oktober 1470 in den Protokollen des Mainzer Domkapitels als Polier genannt, was auf eine handwerkliche Ausbildung und fortgeschrittene Fähigkeiten hinweist.
Im Jahr 1475 übersiedelte Michael Eseler gemeinsam mit seinem Vater nach Frankfurt am Main, wo Jörg Östreicher an der Kirche des Liebfrauenstifts arbeitete. Sie arbeiteten möglicherweise an Bildwerken für die dortige Weißfrauenkirche. Diese Zuschreibungen sind jedoch nicht gesichert. Frühere Annahmen, dass das jüngere Sakramentshaus im Frankfurter Dom von ihm und seinem Vater stammen könnte, sind ebenfalls nicht beweisbar. Zumindest wurden sie für ein solches im Dom 1480 bezahlt.
Am 12. März 1477 trat Eseler das Amt des Stadtwerkmeister in Frankfurt an. Seine Anstellung stand unter der Bedingung, dass er weiterhin von seinem Vater beraten werde, mit dem er im sogenannten Lederhaus nahe dem Dom wohnte. Es folgten Querelen um seinen Vater aus der Mainzer Zeit, die dazu führten, dass Eseler Nikolaus Queck erfolglos auf 600 Gulden Schadensersatz verklagte.
1481 verlor Eseler infolge unbekannter Vergehen sein Amt als Frankfurter Stadtwerkmeister. Er wurde bestraft und durch seinen Vater ersetzt. Nach dem Tod seines Vaters im Jahr 1482 führte Eseler einen Prozess gegen seine Stiefmutter Else.
Spätestens im Jahr 1483 zog Michael Eseler nach Wetzlar, wo er bis mindestens 1490 als Werkmeister tätig war. Es ist jedoch unklar, ob er am Westbau des Wetzlarer Doms beteiligt war. Ab 1486 arbeitete Eseler an der Wallfahrtskirche Pfannstiel bei Weilburg an der Lahn. Diese Tätigkeit zeigt, dass er in dieser Region als erfahrener Werkmeister geschätzt wurde.
Am 1. Mai 1490 bewarb sich Eseler um das Amt des Frankfurter Dombaumeisters als Nachfolger von Hans Flücke. Trotz einer Empfehlung des Wetzlarer Rates scheiterte seine Bewerbung jedoch aufgrund seiner Vorstrafe von 1481, stattdessen erhielt sein früherer Prozessgegner Queck das Amt. Stattdessen arbeitete Eseler wahrscheinlich für die Marburger Niederlassung der Kugelherren, einer Gemeinschaft von Kanonikern, die ihn ebenfalls mit Bauprojekten betrauten. Hier kommt vor allem das 1491 errichtete Kugelhaus in Marburg infrage.
Am 8. Januar 1491 trat Michael Eseler in die Dienste des Landgrafen Wilhelm III. von Hessen-Marburg, der ihn auf Lebenszeit als Werkmeister für den Ausbau seiner Residenzen und Festungen anstellte.
Eseler arbeitete zunächst am Wohnbau der Festung Rüsselsheim, die zu dieser Zeit unter Hans Jakob von Ettlingen modernisiert wurde. Ab 1493 leitete er als Parlier den Bau des Wilhelmsbaus des Schlosses in Marburg. Der stilistische Vergleich des Kugelhauses und des Wilhelmsbaus legt nahe, dass Eseler eine bedeutende und entwerfende Rolle bei diesen Bauprojekten spielte, während Hans Jakob von Ettlingen am Schloss die Oberaufsicht innehatte.
Eine weitere Tätigkeit Eselers könnte der Bau der Burg Eppstein gewesen sein, deren Hälfte 1492 an Hessen fiel und schlossartig ausgebaut wurde. Gesichert ist, dass Eseler 1496 dort noch aktiv war, jedoch verliert sich seine Spur nach diesem Jahr.

## Bewertung
Michael Eselers Karriere als Steinmetz und Werkmeister war eng mit der seines Vaters Nikolaus Eseler d. Ä. verbunden. Während die Zuschreibungen bildhauerischer Werke unsicher bleiben, war er zweifellos ein angesehener und erfahrener Werkmeister, der an bedeutenden Bauvorhaben in Hessen und anderen Regionen beteiligt war. Seine Tätigkeit erstreckte sich sowohl auf Sakral- als auch auf Wehrbauten, und er war aufgrund seiner Expertise in verschiedenen Städten im süddeutschen Raum tätig. Die erhaltenen Dokumente geben Einblicke in die Schwierigkeiten und Auseinandersetzungen, die er im Laufe seiner Karriere erlebte, etwa im Zusammenhang mit seinem Vater und seiner Bewerbung um das Amt des Frankfurter Dombaumeisters.